# Bernard William Griffin
Bernard William Griffin, angleški duhovnik, škof in kardinal, * 21. februar 1899, Birmingham, Anglija, † 19. avgust 1956, New Polzeath, Cornwall, Anglija.

## Življenjepis
1. novembra 1924 je prejel duhovniško posvečenje.
26. maja 1938 je bil imenovan za naslovnega škofa Appie in za pomožnega škofa Birminghama; 30. junija istega leta je prejel škofovsko posvečenje.
18. decembra 1943 je postal nadškof Westminstra.
18. februarja 1946 je bil povzdignjen v kardinala in imenovan za kardinal-duhovnika Ss. Andrea e Gregorio al Monte Celio.